# Beatmania (パチスロ)
『beatmania』（ビートマニア）とは2008年5月7日にKPEから発売されたパチスロ機（5号機）である。なお一部の店舗では同年4月21日に先行導入された。保通協における型式名は「ビートマニアJA」。
コナミより発売された『BEMANIシリーズ』の第1作である『beatmania』を基にしたタイアップ機。ただし、『beatmania』というタイトルだが題材自体は『beatmania IIDX』である。演出面では『beatmania IIDX 14 GOLD』をベースとしている。

## 概要
ARTである「RAVE TIME」（レイブタイム）、ATである「TRANCE MODE」（トランスモード）を搭載。3枚掛け専用5ライン機。
BIG BONUSは青7・白7・赤7揃いの3種類で純増枚数約273枚、REG BONUSは青7青7白7揃いの1種類で純増枚数約56枚。BB中には音楽ゲームである『beatmania』の楽曲がプレイできる。
本作より『IIDX』の登場キャラクターに声優が付いた。

## スペック
全ての小役に同時抽選があり、期待度は低い順からリプレイ<ベル<黒チェリー<特殊ベル（各7・ベル・ベル）<赤チェリー<スイカ。
スイカ当選でボーナスもしくはトランスモード突入の期待大である。

### RAVE TIME
100GのART。BIG BONUS終了後に突入する。黒チェリー入賞で転落するが、白ランプが発生した際左リールに白7を狙えば回避できる。またボーナス入賞で終了し、ARTゲーム数の上乗せはない。純増枚数は約0.4枚/1Gで、BBと合わせて平均300枚獲得できる。

### TRANCE MODE
30G以上のAT。REG終了後の抽選に当選、もしくは通常時の特定条件にクリアした場合突入する。30、40、50、60Gの4種類の規定回数があり規定回数を終えるかボーナスに入賞すると終了する。特殊ベルとチェリーをナビして、コイン持ちがアップする。

#### beatmaniaステージ
AT高確率状態。特殊ベル12回当選時に移行抽選があり、当選するとトランスモードに突入する。
シロウが描かれたシャッターが閉まる演出が発生して、この状態に突入する。

### beatmania MODE
BB入賞時に筐体BETボタン左にある方向キーの左右ボタンでON/OFFを選択し、選曲は方向キーの上下ボタンで選択する。レバー・BETボタン・停止ボタンの5つでプレイする。『beatmania』の収録曲から11曲、難易度はEASY/NORMAL/HARDの3種類の譜面から選択する。停止ボタン3つ同時押しでハイスピードにすることができる。
ゲーム終了後には成績に応じてリザルト画面にプレイ結果とDJ LEVELの判定が表示される。
- 各リザルト内容
  - GAME SCORE：獲得したゲームスコア
  - TOTAL NOTES：ゲーム中の音符数
  - MAX COMBO：ゲーム中の最大コンボ継続数
  - GREAT（JUST）：ゲーム中の「GREAT（JUST）」の回数
  - GREAT：ゲーム中の「GREAT」の回数
  - GOOD：ゲーム中の「GOOD」の回数
  - POOR：ゲーム中の「POOR」の回数
- DJ LEVEL
  - 5段階判定：C/B/A/AA/AAA

BB終了後、判定結果によって段位認定がされる。最終的に獲得枚数と段位が確認できるQRコードが表示される。QRコードの種類は300種類以上が確認されている。なお、結果によって獲得枚数が変化することはない。

#### 収録曲一覧
曲名/アーティスト/ジャンル
- LOVE ♡ SHINE/小坂りゆ/J-HAPPY HARDCORE
- 花吹雪 〜IIDX LIMITED〜/S.S.D.FANTASICA feat.ユッコ/JAPANESE ALTERATION
- 5PM ETERNAL/GUHROOVY fw.NO+CHIN/RAGGA JUNGLE
- Why did you go away/jun with TAHIRIH/LOVERS EUROBEAT
- RED ZONE/Tatsh&NAOKI/SPEED RAVE
- FIRE FIRE/StripE/BUCHIAGE TRANCE
- snow storm/dj TAKA/TRANCE
- KAMAITACHI/DJ TECHNORCH fw.GUHROOVY/FREEFORM HARDCORE
- TRANOID/T&S seq.factory/PSG WORKS
- V/TAKA/PROGRESSIVE
- GOLD RUSH/DJ YOSHITAKA-G feat.Michael a la mode/RECKLESS RAVE

## 登場キャラクター
士朗 (シロウ、SHILOW)
声：緑川光
本作の主人公。通常時、レイブタイム、トランスモードなど最も多く登場する。
ユーズ (YUZ)
声：小野坂昌也
連続演出の1つである「DJ LIVE演出」の2人目として登場。
慧靂 (エレキ、EREKI)
声：福山潤
連続演出の1つである「DJ LIVE演出」の3人目として登場。
鉄火 (テッカ、TEKKA)
声：飛田展男
連続演出の1つである「DJ LIVE演出」の4人目として登場。登場すればボーナス確定。
孔雀 (クジャク、Q-JACK)
声：成田剣
クジャク演出で登場。
達磨 (ダルマ、DARUMA)
通常時に会話演出から登場。
セム (SHEM)
ホッパーエラー時に登場。
彩葉 (イロハ、IROHA)
声：山崎和佳奈
イロハ演出「イロハルーレット」で登場。
リリス (LILITH)
声：能登麻美子
リリス演出で登場。
セリカ (CELICA)
声：中原麻衣
通常時に会話演出で登場。
津軽 (ツガル、TSUGARU)
声：釘宮理恵
通常時に会話演出で登場。
茶倉 (サクラ、SAKURA)
声：冬馬由美
サクラ演出で登場。
エリカ (ERIKA)
声：佐藤利奈
緋浮美 (ヒフミ、HIHUMI)
声：進藤尚美
RAVE TIME限定のヒフミ演出「JUDGE GAME」で登場。
シア (XIA) / 夏天(シアティエン、XIATIAN)
声：斎藤千和
通常時に会話演出で登場。

## 携帯電話アプリ版
本作のBIG BONUS中のゲームを携帯電話へ移植した『beatmania GAMEアプリ』が2008年9月1日より「コナミネットDX」で配信開始。FOMA 903i/703iシリーズ以降対応のiアプリで、ダウンロード時に500DXポイントを消費する「プレミアムアプリ」となっている。2014年3月に他のBEMANIアプリと共に配信終了。